# 여우길
여우길(呂祐吉, 1567년 ~ 1632년)은 조선의 문신, 외교관, 정치인이다. 본관은 함양(咸陽). 자는 상부(尙夫), 호는 치계(稚溪, 痴溪)이다.

## 경력
1591년(선조 24) 문과에 급제하고, 1596년 사신으로 명나라에 다녀왔다. 이후 병조정랑·평안도도사·사간원정언·지평(持平)·장령(掌令)·직강(直講) 등을 역임하였다.
1603년 밀양부사를 거쳐 첨지중추부사(僉知中樞府事)를 지냈는데, 임진왜란이 끝난 후 사신으로서 일본에 내왕하면서 포로의 쇄환 등의 공을 세웠다. 이후 연안부사, 평안도안무사(平安道安撫使)를 지냈다.
1614년(광해군 6)에는 다시 진위사(陳慰使)로서 명나라에 다녀왔다. 강원도관찰사를 거쳐 1618년 공홍도관찰사(公洪道觀察使)를 역임하였다. 1623년 경주부윤(慶州府尹: 종2품)으로 부임했다.

## 가족
- 증조부 : 여세침(呂世琛)
  - 조부 : 여숙(呂淑)
    - 부 : 여순원(呂順元)
    - 모 : 이영(李瑛)의 딸

## 같이 보기
- 도이 도시카쓰

|  | 제1대 조선 통신사 정사 1607년 | 후임 오윤겸 |